# Bagula
Bagula(Bengalí বগুলা) és una vila del districte de Nadia a Bengala Occidental a 93 km de Calcuta a 23° 19′ N, 88° 39′ E / 23.32°N,88.65°E.
La seva població segons el cens del 2001 era de 20.092 habitants.

## Galeria

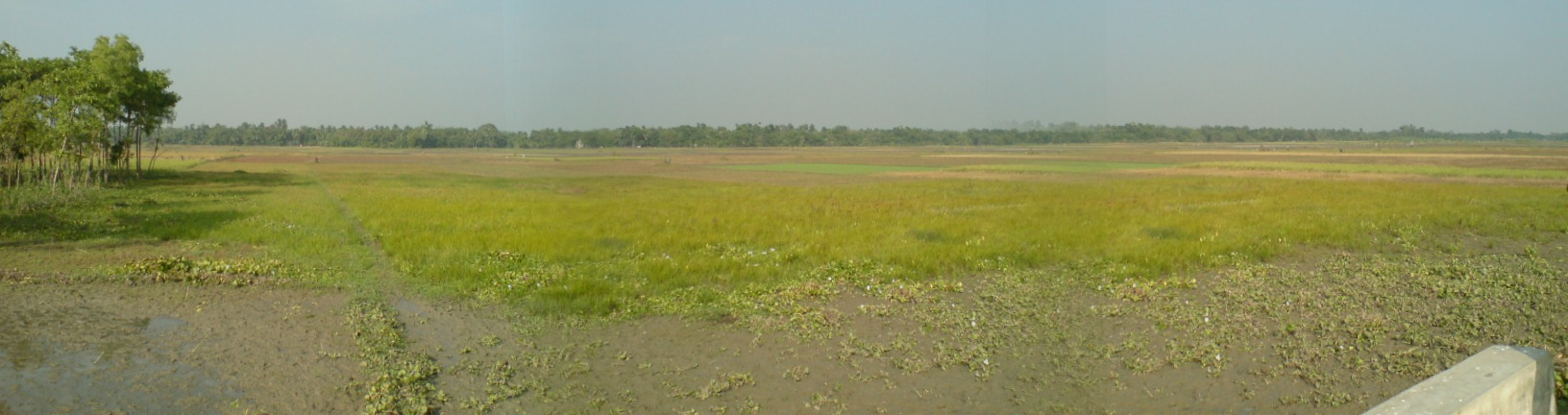
camps
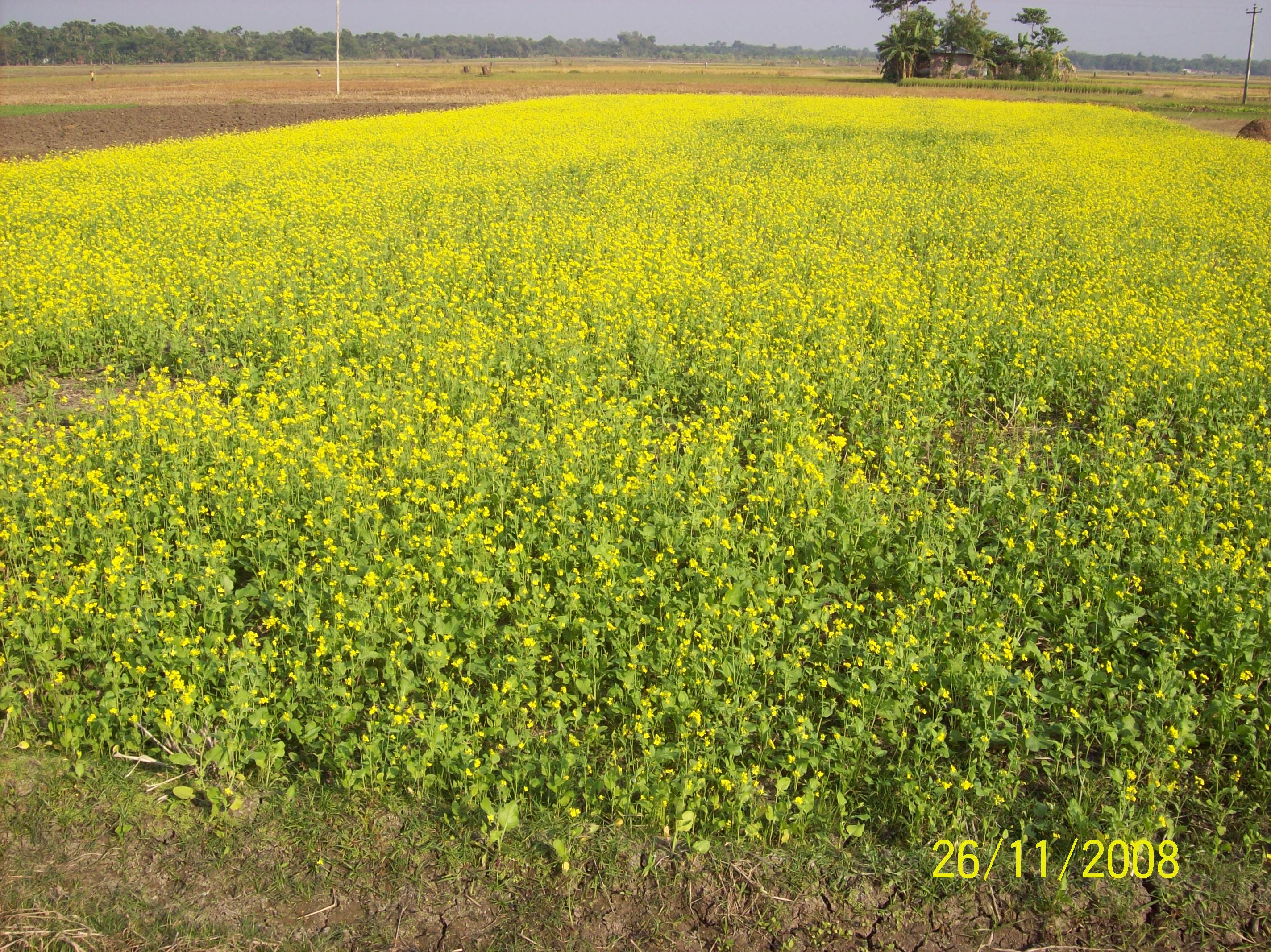
camps
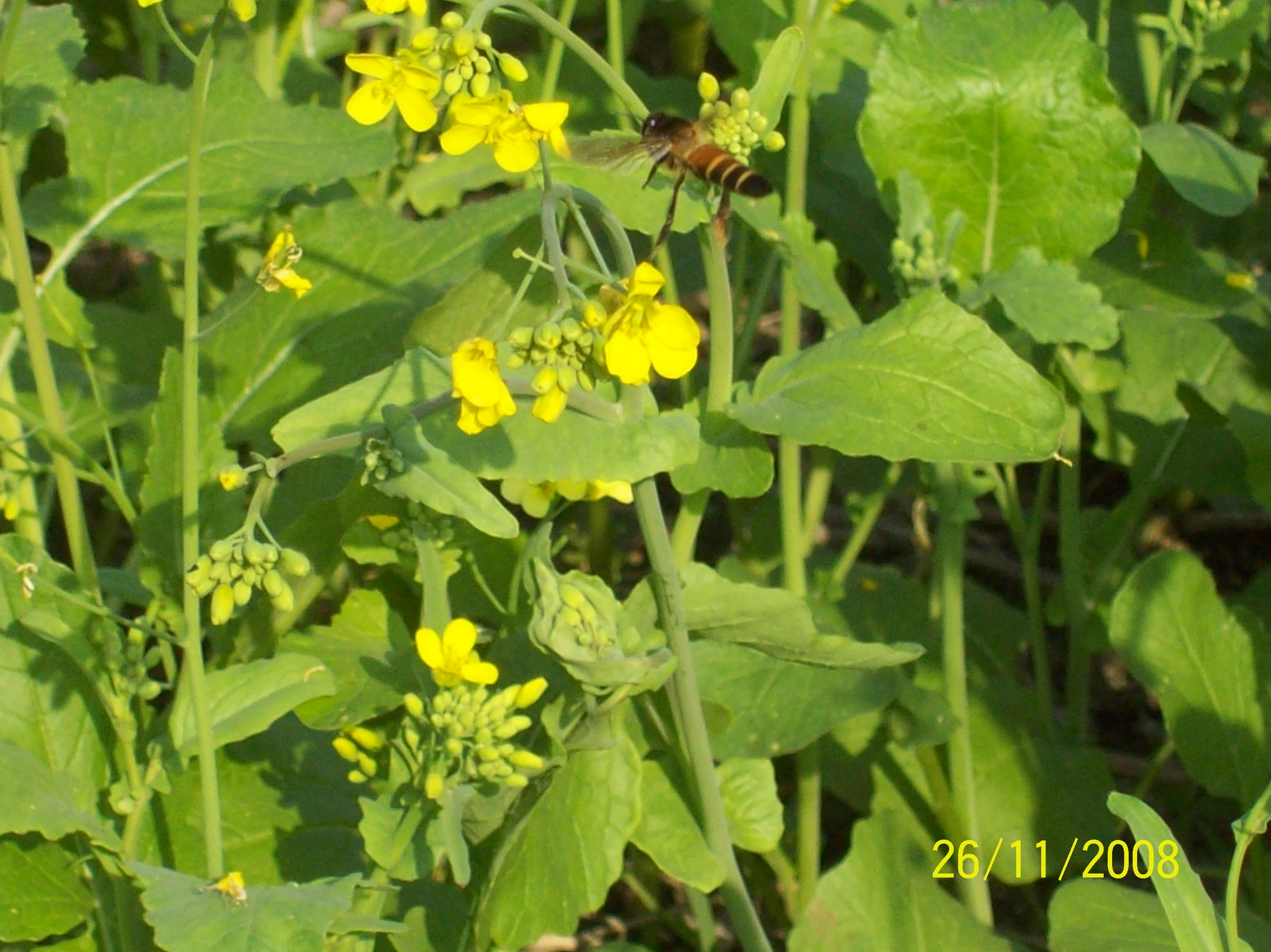
flors
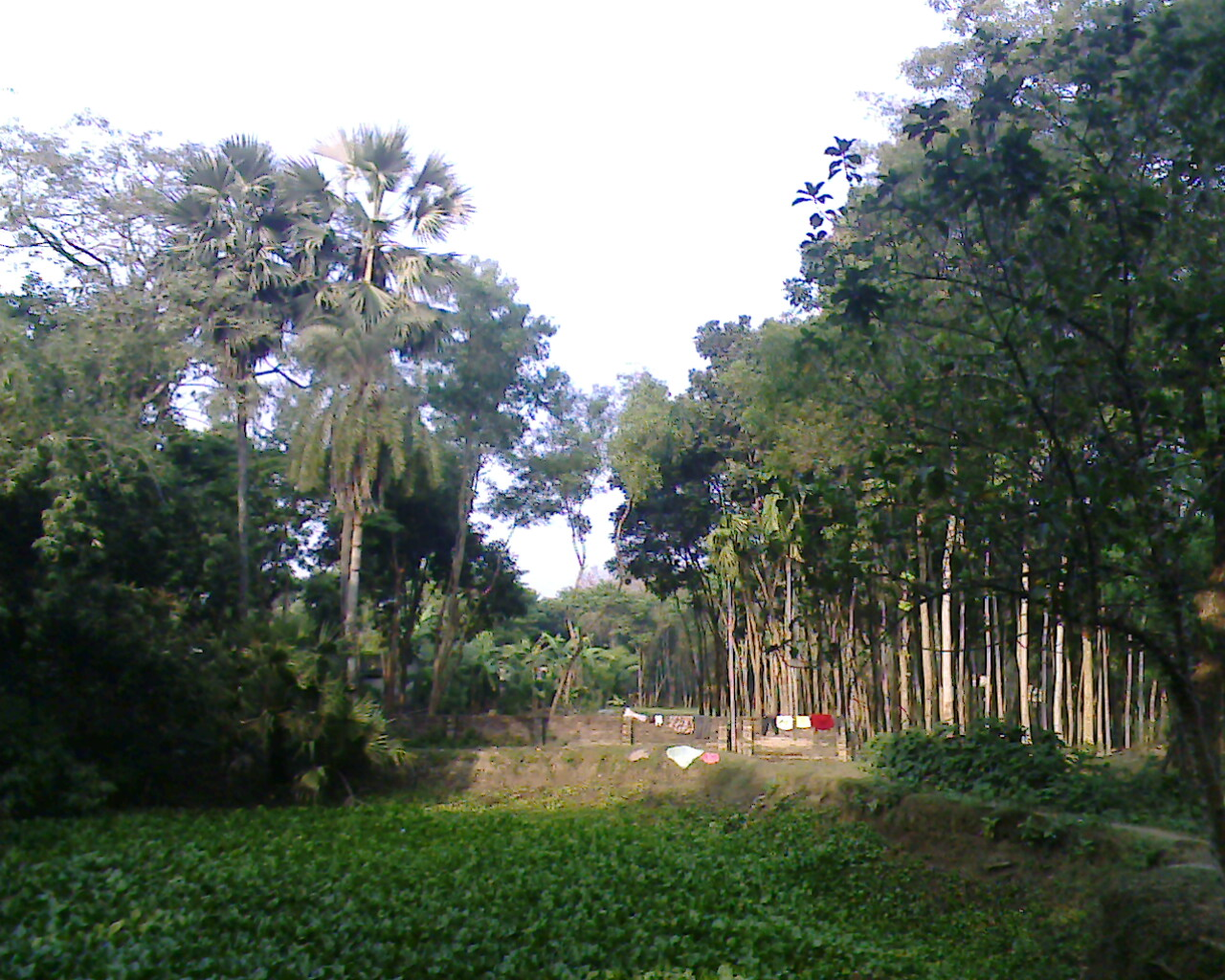
estany
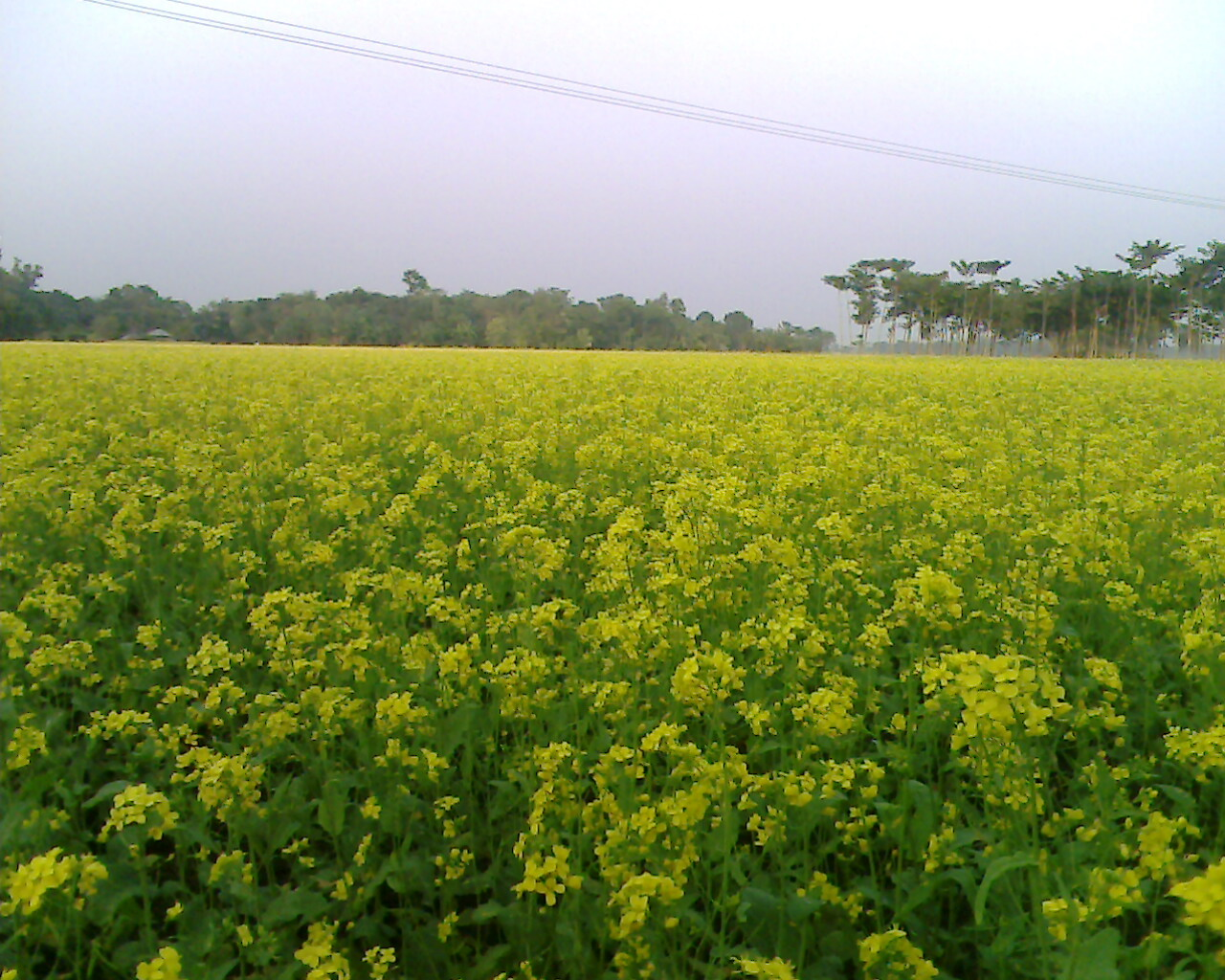
camps
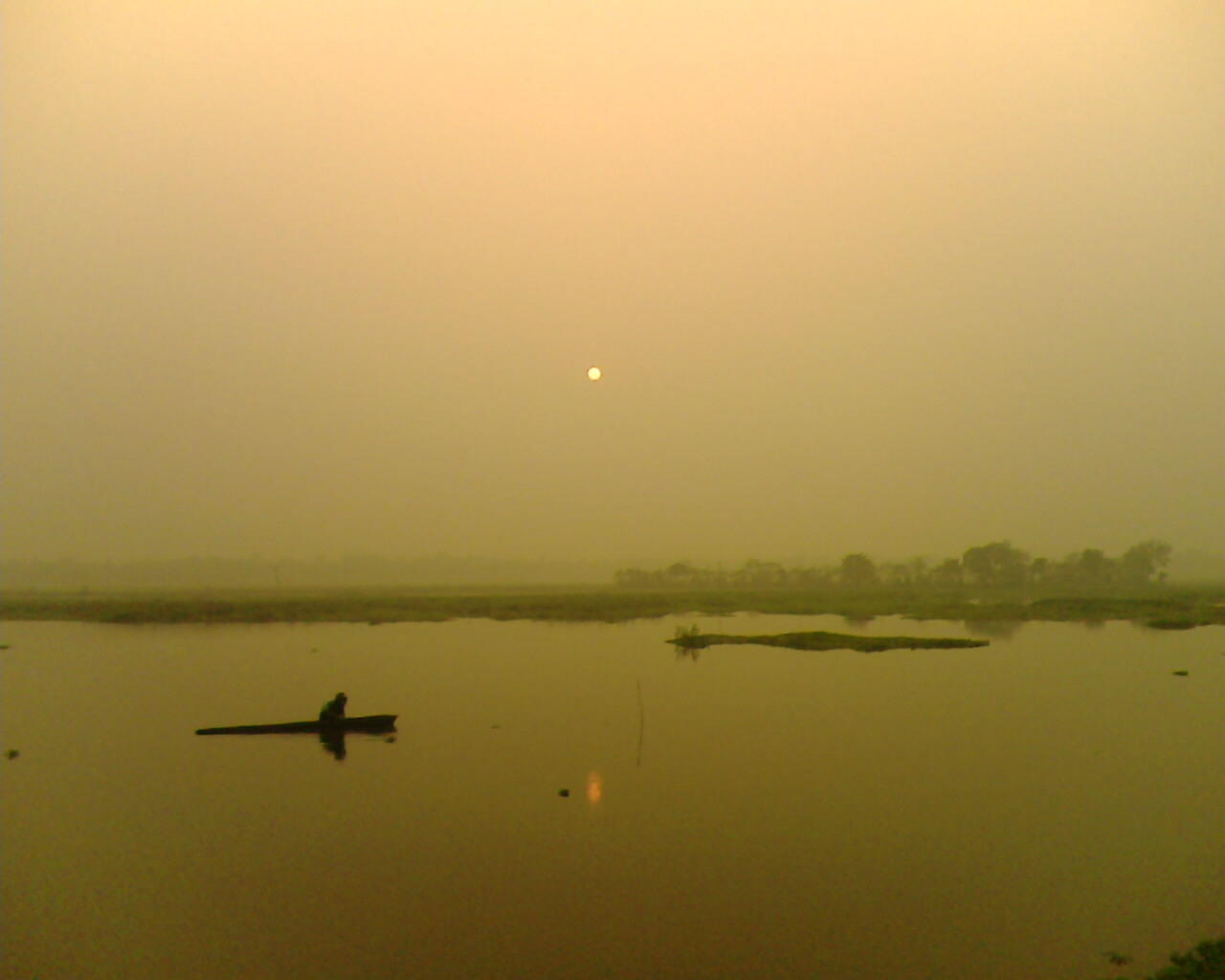
capvespre
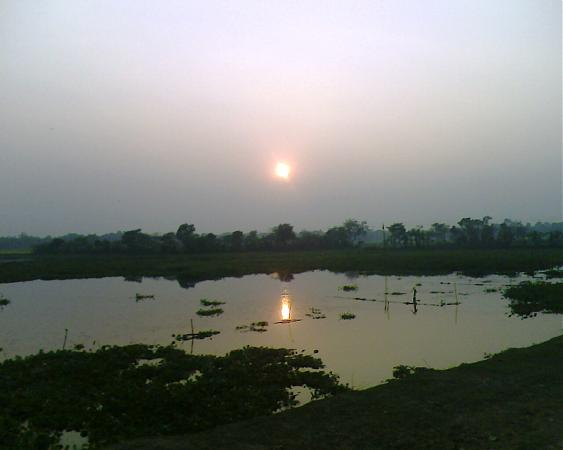
capvespre
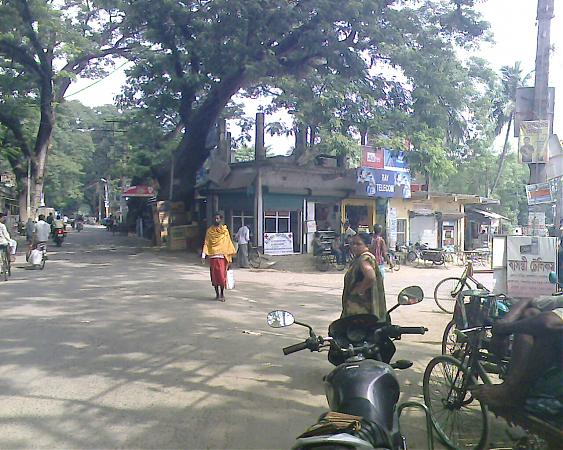
Nonagunje
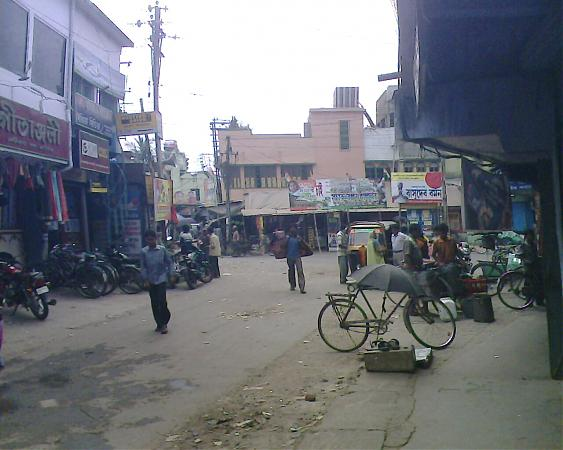
parada de bus
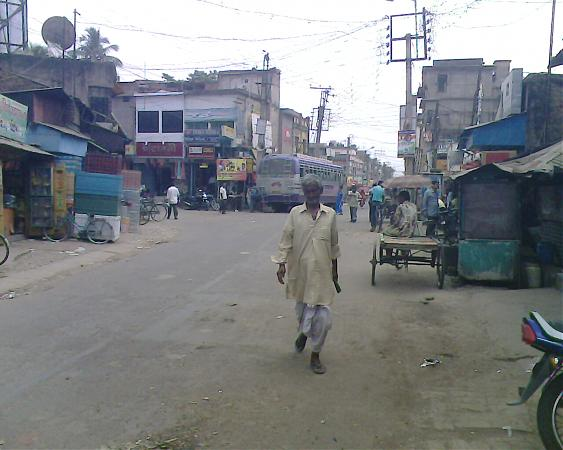
parada de bus